# 松永安光
松永 安光（まつなが やすみつ、1941年11月2日 - ）は日本の建築家。近代建築研究所主宰。元鹿児島大学工学部建築学科教授。

## 略歴
1941年、東京都で生まれる。1965年、東京大学工学部建築学科卒業。同年から1972年まで、芦原建築設計研究所勤務。1972年、ハーバード大学デザイン学部修士課程修了。同年、アメリカTACに勤務。1979年から1992年まで、SKM設計計画事務所共同主宰。1983年、早稲田大学理工学部助手。1992年、近代建築研究所設立。1997年から2007年まで、鹿児島大学工学部教授。2011年から、一般社団法人HEAD研究会理事長。

## 受賞歴
- 1990年　JIA新人賞 - INSCRIPTION
- 1991年　日本建築学会賞作品賞 - 中島ガーデン

## 主な作品
- 1987年　INSCRIPTION
- 1989年　代田の集合住宅
- 1990年　牟礼の集合住宅
- 1994年　熊本市営託麻団地
- 1995年　幕張ベイタウン・パティオス4番街
- 1998年　長野市今井ニュータウンE工区
- 1999年　中島ガーデン

## 著書
- 『マニエリスムと近代建築』（共訳、彰国社、1981年）
- 『ゆらめくアール・デコ』（共著、六耀社、1984年）
- 『建築入門 世界名作の旅100 (アーキテクチュアドラマチック)』（彰国社、1996年）
- 『コーリン・ロウは語る―回顧録と著作選』（共訳、鹿島出版会、2001年）